# Портон
Портон - село в долине Борн, графстве Уилтшир, Англии, на расстоянии примерно в 5 миль (8 км) к северо-востоку от Солсбери. Это крупнейший населенный пункт в округе Идмистон.
Деревня находится рядом с научным парком Портон-Даун, который является технопарком для оборонной науки и техники и лабораторий.

## Религиозные места
Баптизм был распространен в этой части Уилтшира в 17 веке, затем его влияние снизилось в 18 веке. Часовня была построена к югу от Портона в 1865 году и расширена в 1922, 1972 и 2006 годах; по состоянию на 2015 год она до сих пор открыта.

## Железные дороги
В 1857 году построена линия от Андовера до Милфорда в Солсбери. Не было станции в Портоне с открытия линии до 1968 года, товарный двором построен в 1962 году. Железная дорога по-прежнему используется, но нет местных станций.
Между 1916 и 1946 работала узкоколейка.

## Организации
Местная школа Святого Николая , Англиканский приход, Отель, Участок особого научного значения .

## Список литературы
1. ↑  Baptist Church, Idmiston. Wiltshire Community History. Wiltshire Council. Дата обращения: 19 декабря 2015. Архивировано из оригинала 4 марта 2016 года.
2. ↑  Porton Baptist Church. Дата обращения: 19 декабря 2015. Архивировано 22 декабря 2015 года.
3. ↑  Oakley, Mike. Wiltshire Railway Stations (неопр.). — Wimborne: The Dovecote Press. — С. 104. — ISBN 1904349331.
4. ↑  St Nicholas Church of England Primary School, Porton. Wiltshire Community History. Wiltshire Council. Дата обращения: 19 декабря 2015. Архивировано из оригинала 22 декабря 2015 года.
5. ↑  Porton Down. UK Environmental Change Network. Дата обращения: 18 декабря 2015. Архивировано 22 декабря 2015 года.